# Wüstenroda
Wüstenroda ist ein weilerartiger Ortsteil von Pölzig im thüringischen Landkreis Greiz.

## Lage
Wüstenroda liegt nordwestlich von Pölzig an der Kreisstraße 515, die mit der Landesstraße 1081 Verbindung hat. Der Weiler befindet sich in einer begrünten Erosionsrinne im Schmöllner-Zeitzer Ackerbaugebiet am Rande der Leipziger Tieflandsbucht. Wüstenroda grenzt im Westen, Norden und Osten an den südlichsten Teil des Landes Sachsen-Anhalt. Direkt nördlich des Weilers schließt sich jenseits der Landesgrenze eine Häusergruppe an, die zu Kleinpörthen gehört.

## Geschichte
Am 19. Februar 1286 wurde der Ort erstmals urkundlich erwähnt. Es handelt sich um eine agrarisch geprägte Ansiedlung. Wüstenroda gehörte zum wettinischen Amt Altenburg, welches ab dem 16. Jahrhundert aufgrund mehrerer Teilungen im Lauf seines Bestehens unter der Hoheit folgender Ernestinischer Herzogtümer stand: Herzogtum Sachsen (1554 bis 1572), Herzogtum Sachsen-Weimar (1572 bis 1603), Herzogtum Sachsen-Altenburg (1603 bis 1672), Herzogtum Sachsen-Gotha-Altenburg (1672 bis 1826). Bei der Neuordnung der Ernestinischen Herzogtümer im Jahr 1826 kam der Weiler wiederum zum Herzogtum Sachsen-Altenburg.
Nach der Verwaltungsreform im Herzogtum gehörte Wüstenroda bezüglich der Verwaltung zum Ostkreis (bis 1900) bzw. zum Landratsamt Ronneburg (ab 1900). Der Weiler gehörte ab 1918 zum Freistaat Sachsen-Altenburg, der 1920 im Land Thüringen aufging. 1922 kam Wüstenroda mit der Gemeinde Pölzig zum Landkreis Gera.
Bei der zweiten Kreisreform in der DDR wurden 1952 die bestehenden Länder aufgelöst und die Landkreise neu zugeschnitten. Somit kam Wüstenroda mit der Gemeinde Pölzig im Kreis Gera-Land an den Bezirk Gera, der seit 1990 als Landkreis Gera zu Thüringen gehörte und bei der thüringischen Kreisreform 1994 im Landkreis Greiz aufging.